# Het
Het (חית) je 8. slovo hebrejskog pisma i ima brojčanu vrijednosti od 8. Slovo se izgovara s bezvučnim grlenim glasom. Izraelci istočnjačkog porijekla prave čujnu razliku prema slovu Kaf, koji je jako sličan slovu Het.  
Akademska transliteracija Het-a je „ḥ“ („h“ s točkom ispod slova)

## Povijest
Grčki samoglasnik Eta i latinski suglasnik H proizlaze iz slova Het.

## Primjeri
- חוה Hava Eva od חיים "chajim" = život
- חנה Hana Hana, Ana od חן "hen" = milost
- חבקוק Havakuk Habakuk, prorok iz biblije

## Šifra znaka
Standardi Unicode i HTML ovako predstavljaju hebrejsko slovo het:
|           | Unikod | Unikod            | HTML     | HTML | izgled ovisi o pregledniku | poveznice (engl.)                |
| k. točka  | naziv  | kod               | entitet  |      | izgled ovisi o pregledniku | poveznice (engl.)                |
| --------- | ------ | ----------------- | -------- | ---- | -------------------------- | -------------------------------- |
| Slovo het | U+05D7 | HEBREW LETTER HET | &#x05D7; | nema | ח                          | detaljni podaci test preglednika |

ISO 8859-8 kodiranje koristi poziciju 0xe7.